# Birger Van de Ven
Birger Van de Ven (Mechelen, 30 april 1982) is een Belgisch voormalig betaald voetballer. Hij speelde als linksachter, linkshalf op het middenveld of als centrale verdediger. Van de Ven kwam in het verleden uit voor KV Mechelen en Club Brugge.

## Carrière
Birger Van de Ven speelde bij Kapelle op den Bos en KV Mechelen tijdens zijn jeugd. Bij die laatste club debuteerde hij in 1999 in de eerste klasse, doorgaans als linkshalf of linksback. In zijn tweede seizoen, 2000–2001, werd hij in de tweede helft van het seizoen basisspeler onder coach Barry Hulshoff en speelde als linksback of linksmidden (desgevallend in de plaats van vaste waarde Steven Ribus). 
Na twee seizoenen verhuisde hij van Mechelen naar de topclub Club Brugge, ten belope van €100.000. Bij Club Brugge slaagde hij echter nooit en speelde hij in drie seizoenen amper zes wedstrijden. Van de Ven speelde met het nummer 22, dat hij erfde van Birger Maertens (die nummer 26 overnam van de vertrokken Tomas Daumantas) en speelde zowel als verdediger als middenvelder. Peter Van der Heyden uit het elftal houden lukte hem op geen enkel moment. 
Van de Ven scoorde zijn enige doelpunt voor Club Brugge in de halve finale van de Beker van België op KSC Lokeren (0-3). In 2003 maakte hij deel uit van de selectie die landskampioen werd onder de Noorse trainer Trond Sollied. 
Hoewel hij werd aangetrokken als linksachter om te concurreren met de eerste keus Van der Heyden, speelde Van de Ven meestal als middenvelder onder Sollied. Een zware enkelblessure die hij in maart 2002 had opgelopen en die bleef aanslepen (ligamenten gescheurd) en veel later de komst van Ivan Gvozdenović, betekenden dat de deur praktisch helemaal dicht ging. Hij haalde de selectie niet meer. Omdat hij amper tot niet meer aan spelen toekwam (hij speelde zes competitiewedstrijden in drie jaar bij Brugge), trok de Mechelaar op verhuurbasis naar Nederland.
In 2005 werd Van de Ven voor één seizoen uitgeleend aan het Nederlandse RBC Roosendaal. Na omzwervingen bij Bornem en Deinze belandde hij in 2007 bij Capelle in Nederland. Daar sloot hij in 2009 zijn spelerscarrière af.

## Statistieken
- 1999-2001:  KV Mechelen 19 (1)
- 2001-2004:  Club Brugge 6 (0)
- 2004-2005:  RBC Roosendaal 11 (0)
- 2005-2006:  KSV Bornem 11 (0)
- 2006-2007:  KMSK Deinze 15 (1)
- 2007-2009:  vv Capelle ? (?)